# Wilfried Krallert
Wilfried Krallert (* 23. Januar 1912 in Wien; † 16. März 1969 in Wien) war ein österreichischer Geograph und Historiker. Als überzeugter Nationalsozialist beteiligte er sich in maßgeblicher Funktion an den Planungen und an der Umsetzung ethnischer Säuberungen in Südost- und Osteuropa während des Zweiten Weltkrieges und war auch nach dem Ende des Kriegs als Geheimdienstagent tätig.

## Leben und Karriere

### Studium
Krallert war der Sohn eines Regierungsbeamten. Nach dem Abitur 1930 begann er ein Studium der Geschichte, Geographie und Kunstgeschichte an der Universität Wien. 1933 wurde er in das Institut für Österreichische Geschichtsforschung aufgenommen und promovierte 1935 bei Hans Hirsch. Zwischen 1936 und 1938 war er als Mitarbeiter bei den Monumenta Germaniae Historica angestellt, für die er Editionen der Urkunden Konrads IV. und Friedrichs II. besorgte. 1937 wechselte er als Sekretär zur Südostdeutschen Forschungsgemeinschaft in Wien. Später leitete er deren Publikationsstelle (P-Stelle).

### Politisches Engagement
Schon als Jugendlicher engagierte sich Krallert im extrem rechten politischen Lager. 1928 baute er die Wiener Zelle des Deutschen Mittelschülerbundes (DMB) auf, eine von der SA überwachte Schülerorganisation. Zwischen 1930 und 1932 gehörte er der Deutschen Wehr und dem Tannenbergbund Erich Ludendorffs an und wurde Landesleiter Wien des DMB. Im April 1933 trat er der NSDAP bei (Mitgliedsnummer 1.529.315) und begann einige Monate später, sich in der neu gegründeten „Mittelstandarte Wien“, seit April „SS-Standarte 89“, zu engagieren (Mitgliedsnummer in der SS 310.323).
Eigentlich sollte Krallert 1934 quasi als offizieller NSDAP-Historiker am nationalsozialistischen Juliputsch gegen den Ständestaat unter Engelbert Dollfuß teilnehmen. Auf Grund eines Missverständnisses kam es aber nicht dazu. Krallert wurde zum Hauptscharführer befördert. Er organisierte geheimen Briefverkehr mit den im Anhaltelager Wöllersdorf internierten Nationalsozialisten. Zugleich wurde er in den Sicherheitsdienst des Reichsführers SS (SD) als hauptamtlicher Mitarbeiter aufgenommen.

### Agent für den SD und das RSHA sowie Mitarbeiter im SS-Rasse- und Siedlungshauptamt
Für den SD und später für das Reichssicherheitshauptamt (RSHA) reiste Krallert getarnt mit Forschungsaufträgen zwischen 1934 und 1941 immer wieder nach Südosteuropa. Von 1938 an nannte er sich dabei „Fritz Bergmann“. Er war nach dem „Anschluss Österreichs“ Mitglied der Blockstelle Wien geworden und im Frühjahr 1939 des Amts VI des RSHA. Das RSHA nutzte Krallerts Kontakte während der Verhandlungen zwischen Ungarn und Rumänien im Vorfeld des Zweiten Wiener Schiedsspruchs von 1940.
Ab 1940 war Krallert auch für das Rasse- und Siedlungshauptamt tätig. Dort arbeitete er in der Wiener Geschäftsstelle der Volksdeutschen Forschungsgemeinschaft.

### Mitglied des Sonderkommandos Künsberg
Während des Balkanfeldzuges beschlagnahmte Krallert als Sonderführer „Z“ mit dem Sonderkommando Künsberg (benannt nach ihrem Befehlshaber Eberhard von Künsberg) des Auswärtigen Amtes im April 1941 in Jugoslawien Karten und Dokumente, darunter die unveröffentlichten Daten der jugoslawischen Volkszählungen von 1931. Auf der Grundlage dieser Daten wurden durch Mitarbeiter der P-Stelle ethnographische Karten erstellt und der SS und der Wehrmacht zur Verfügung gestellt. Die P-Stelle Wien beteiligte sich außerdem an den Planungen ethnischer Säuberungen. Unmittelbar nach seinem Einsatz in Belgrad beriet Krallert den Staatssekretär des Reichsministeriums des Innern (RMI), Wilhelm Stuckart, bei den Verhandlungen mit Italien über die künftige Grenzziehung und in Fragen der Volkstumspolitik in Jugoslawien.
Nach dem deutschen Überfall auf die Sowjetunion wurde Krallert als Sachbearbeiter des Einsatzkommandos „Potsdam“ des Sonderkommandos Künsberg eingesetzt. Wie auf dem Balkan wurden dabei vor allem Akten und Archivalien requiriert, die später durch die P-Stelle Wien zu ethnographischen Volkstumskarten verarbeitet werden sollten. Krallert organisierte zunächst die Sichtung und Weiterleitung des erbeuteten Materials. Anschließend nahm er als Angehöriger des Einsatzkommandos „Nürnberg“, des späteren Einsatzkommandos Süd A bzw. Süd B (Wolga) an Beutezügen in der Ukraine und im Nordkaukasus teil. Formal waren die Mitglieder nicht dem SD, sondern dem RMI zugeordnet. Eine Verwicklung des Sonderkommandos Künsberg in die Tötungsaktionen der SS ist damit allerdings nicht ausgeschlossen, eine unmittelbare Beteiligung Krallerts an Tötungen aber bislang auch nicht nachgewiesen.

### Gruppenleiter des Amtes VI G des RSHA
Krallert wurde 1942 für seine Einsätze auf dem Balkan und in Russland mit dem Kriegsverdienstkreuz 2. Klasse mit Schwertern ausgezeichnet.
Im Spätsommer 1943 übernahm Krallert die Funktion eines Gruppenleiters des RSHA VI G („Wissenschaftlich-Methodischer Forschungsdienst“) unter Walter Schellenberg, sein Stellvertreter im Amt VI G war Jürgen von Hehn. Damit leitete er nicht nur die Nachwuchsschulung des Auslandsnachrichtendienstes, sondern vor allem die Nachrichtenbeschaffung und die Konfiszierung von Kulturgütern und Bibliotheken für die Forschungsinstitute des RSHA. In diesem Zusammenhang initiierte, plante und realisierte Krallert zum Beispiel 1944 die Plünderung jüdischer Buchhandlungen und Antiquariate in Ungarn zu Gunsten der P-Stelle Wien, eine Aktion, an der er nicht nur persönlich, sondern auch seine Frau Gertrud und sein Bruder, SS-Untersturmführer Reinhold Krallert, sowie SS-Obersturmführer Alfred Karasek teilnahmen.

### Mitarbeiter westlicher Geheimdienste
1945 organisierte Krallert die Evakuierung der P-Stelle von Wien in das Kloster St. Lambrecht in der Steiermark. Am 30. Mai 1945 wurde er in Graz verhaftet und im Kriegsgefangenenlager 373 in Wolfsberg in Kärnten untergebracht. Im Gegensatz zu den anderen Gruppenleitern des RSHA wurde Krallert nicht in Nürnberg angeklagt. Er wurde erst 1948 entlassen, nicht zuletzt weil er ausführlich vom britischen und amerikanischen Geheimdienst verhört wurde. Er arbeitete für den britischen Geheimdienst, wurde aber im Februar 1951 entlassen, weil er seine Informationen offenbar auch anderweitig verkaufte und allgemein als inkompetent angesehen wurde. Er wurde offiziell Mitarbeiter am „Keesing Archives for Current Events“ in Wien, wo er bis 1955 die Redaktion beim „Wissenschaftlichen Dienst Südosteuropa“ leitete. Nach Akten der CIA war Krallert auch Agent des französischen Geheimdienstes. Spätestens seit 1952 arbeitete er außerdem für die Organisation Gehlen und ihre Nachfolgeorganisation, den Bundesnachrichtendienst sowie für das Bundesamt für Verfassungsschutz.

### Netzwerke der Südostforschung
Krallert hielt engen Kontakt mit anderen führenden Forschern der Südostforschung, die zumeist ebenfalls während des Nationalsozialismus stark in die „Gegnerforschung“ der SS involviert waren, wie etwa Hans Koch, inzwischen Leiter des Osteuropa Instituts in München oder Fritz Valjavec, inzwischen wieder Leiter des Südost-Instituts in München, die er beide mit Material versorgte. Die „Dokumentation der Vertreibung“ unterstützte Krallert durch die Beschaffung statistischen Materials. Krallerts Frau Gertrud bearbeitete mit bzw. in der Nachfolge Valjavecs die „Südosteuropa-Bibliographie“ und übernahm 1960 die Leitung der Bibliothek des Südost-Instituts München. Krallert selbst wurde Mitarbeiter der „Arbeitsgemeinschaft Ost“, dem späteren Österreichischen Ost- und Südosteuropa-Institut in Wien. Zuletzt war er Hauptredakteur der „Dokumentation der Gesetze und Verordnungen Osteuropas“ in Wien.

## Veröffentlichungen
- (Hrsg.): Verwaltungskarte der Südoststaaten., Wien 1931.
- (Hrsg.): Die Urkundenfälschungen des Klosters Weingarten. 1938.
- Geschichte und Methode der Bevölkerungszählungen im Südosten, 1: Rumänien, mit besonderer Rücksichtnahme auf die Zählung des Jahres 1930 und ihre Veröffentlichung. In: Deutsches Archiv für Landes- und Volksforschung. 1939, S. 489–508.
- (Hrsg.): 41°/47° Kolozsvár (Klausenburg)., Wien 1941.
- (Hrsg.): 42°/45° Râmnicu-Vâlcea. 2. Auflage. Staats- und Universitätsbibliothek Bremen, Wien/ Bremen 1941.
- (Hrsg.): 42°/46° Sibiu (Hermannstadt)., Wien 1941.
- (Hrsg.): 44°/46° Kézdi-Vásárhely., Wien 1941.
- (Hrsg.): 48°/46° Odessa. Staats- und Universitätsbibliothek Bremen, Wien/ Bremen 1941.
- (Hrsg.): Oíswiecim (Teilstück) und Neusohl. Staats- und Universitätsbibliothek Bremen, Wien/ Bremen 1941.
- (Hrsg.): Preszburg. 2. Auflage. Staats- und Universitätsbibliothek Bremen, Wien/ Bremen 1941.
- (Hrsg.): Trentschin. Staats- und Universitätsbibliothek Bremen, Wien, Bremen 1941.
- (Hrsg.): Volkstumskarte der Slowakei ; 9 Blätter im Maßstab 1:200.000., Wien 1941.
- (Hrsg.): Volkstumskarte von Rumänien. Auf Grund der Ergebnisse der amtlichen rumänischen Zählung über die Volkszugehörigkeit von 1930 (Recensamântul general al populaøtiei României 1930, Vol. 2, Bukarest 1939)., Wien 1941.
- (Hrsg.): Volkstumskarte von Ungarn und der Slowakei., Wien 1941.
- (Hrsg.): Volkstumskarte von Ungarn und Jugoslawien., Wien 1941.
- (Hrsg.): Volkstumskarte von Ungarn und Rumänien., Wien 1941.
- Die Planmässigkeit auf dem Gebiet sowjetrussischer kartographischer Arbeiten. Ein Beitrag zur Kenntnis der sowjetischen Kriegsvorbereitungen auf einem wissenschaftlichen Teilgebiet. In: Deutsches Archiv für Landes- und Volksforschung. 1943, S. 12–44.
- (Hrsg.): Gemeindekarte von Rumänien, Wien 1943.
- Die Geschichte Osteuropas in kartographischer Darstellung. Ein Beitrag zur Methodik der historischen Karte. In: Jahrbücher für Geschichte Osteuropas. Band 3, Nr. 4, 1955, S. 443–459.
- (Hrsg.): Atlas zur Geschichte der deutschen Ostsiedlung. Velhagen & Klasing, Bielefeld 1958.
- Die Geschichte Osteuropas in kartographischer Darstellung. Ein Beitrag zur Methodik der historischen Karte. In: Jahrbücher für Geschichte Osteuropas. Band 6, Nr. 3, 1958, S. 334–351.
- (Hrsg.): Wiener Quellenhefte zur Ostkunde. Arbeitsgemeinschaft Ost. Stiasny, Graz 1958.
- Zur gegenwärtigen Zahl der Deutschen im Südosten. In: Wiener Südost-Jahrbuch. 1959, S. 7–18.
- Ortsnamenstelle bei der Arbeitsgemeinschaft Ost. In: Österreichische Osthefte. Band 2, Nr. 1, 1960, S. 68.
- Die Verstädterung in Südosteuropa und ihre sozialen und wirtschaftlichen Auswirkungen. In: Rudolf Vogel (Hrsg.): Die Donau in ihrer geschichtlichen, wirtschaftlichen und kulturellen Bedeutung. München 1961, S. 278–295.
- (Hrsg.): Methodische Probleme der Völker- und Sprachenkarten dargestellt an Beispielen von Karten, über Ost- und Südosteuropa. 1961.